# Zinedine Soualem
Pour les articles homonymes, voir Soualem.
Zinedine Soualem, né le 17 avril 1957 à Thiers (Puy-de-Dôme), est un acteur franco-algérien.

## Biographie
Né en France dans une famille d'origine algérienne, Zinedine Soualem est naturalisé Français à l'âge de 28 ans.
Il commence son parcours artistique en 1976 en tant que mime de rue ; il exerce cette activité pendant 7 ans. En 1983, il entame une carrière de théâtre avec Les Paravents de Jean Genet dans une mise en scène de Patrice Chéreau. Il a joué pour de grands metteurs en scène français, notamment pour Ariane Mnouchkine de 1985 à 1991. Parallèlement, il joue au cinéma dans des productions signées Costa-Gavras (Hanna K), Cédric Klapisch (Riens du tout, Le Péril jeune, Chacun cherche son chat, Un air de famille, Peut-être, L'Auberge espagnole, Les Poupées Russes, Ni pour ni contre (bien au contraire), Ma part du gâteau, Casse-tête chinois), Mathieu Kassovitz (La Haine) et Dany Boon (La Maison du bonheur, Bienvenue chez les Ch'tis, Rien à déclarer).
En 2006, il participe aux débuts de réalisateur de Dany Boon en prenant le rôle d'un ouvrier au service d'un agent immobilier crapuleux dans La Maison du bonheur. En 2008, il est à l'affiche d'un nouveau film de Klapisch, Paris, et du film remarqué de Julian Schnabel, Le Scaphandre et le Papillon. Il joue également dans Chacun son cinéma (segment d'Aki Kaurismaki) et dans Roman de gare de Claude Lelouch. En 2010, il tient un rôle important dans Le Nom des gens puisqu'il y joue Mohamed Benmahmoud, le père de Bahia.

### Vie privée
Il a été marié à l'actrice Hiam Abbass. Ils ont deux filles, l'actrice et réalisatrice Lina Soualem et l'actrice Mouna Soualem.
Depuis 2014, il vit en couple avec l'artiste peintre Caroline Faindt.

## Filmographie

### Cinéma

#### Années 1980
- 1983 : La Bête noire de Patrick Chaput : Santiago
- 1983 : Hanna K. de Costa-Gavras : sergent dans le village

#### Années 1990

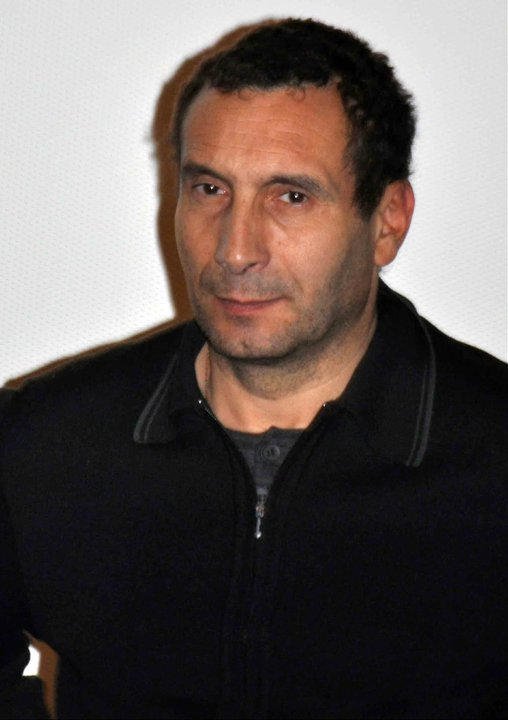
Zinedine Soualem en 2010 à une avant-première du film Le Nom des gens.

- 1992 : Riens du tout de Cédric Klapisch : Aziz
- 1993 : Les gens normaux n'ont rien d'exceptionnel de Laurence Ferreira Barbosa
- 1993 : Un'anima divisa in due de Silvio Soldini : Abid
- 1994 : Le Péril jeune de Cédric Klapisch : un hippie
- 1994 : Daisy et Mona de Claude d'Anna
- 1995 : La Haine de Mathieu Kassovitz : policier en civil
- 1995 : Fast de Dante Desarthe : Mourad
- 1995 : Les Apprentis de Pierre Salvadori : serveur
- 1996 : L'Échappée belle d'Étienne Dhaene : l’avocat
- 1996 : Chacun cherche son chat de Cédric Klapisch : Djamel
- 1996 : Le Rocher d'Acapulco de Laurent Tuel : Ahmed
- 1996 : Caméléone de Benoît Cohen : le pompiste
- 1996 : Un air de famille de Cédric Klapisch : un consommateur
- 1997 : Eau douce de Marie Vermillard
- 1997 : Didier d’Alain Chabat : Camel Mimouni
- 1997 : Les Randonneurs de Philippe Harel : l’animateur
- 1997 : Tenue correcte exigée de Philippe Lioret : le chauffeur de taxi
- 1997 : La Femme défendue de Philippe Harel : l’homme à la contravention
- 1997 : Le ciel est à nous de Graham Guit : Hippie no 1
- 1997 : Le Silence de Rak de Christophe Loizillon : le premier consommateur
- 1997 : Mauvais Genre de Laurent Bénégui : Momo
- 1997 : Messieurs les enfants de Pierre Boutron : Nourdine Kader / Ismaël Kader
- 1997 : Je ne vois pas ce qu'on me trouve de Christian Vincent : Farid
- 1997 : Que la lumière soit ! d'Arthur Joffé : Dieu l’éboueur
- 1998 : La voie est libre de Stéphane Clavier : Karim
- 1998 : Serial Lover de James Huth : Prince Hakim
- 1998 : Le Clone de Fabio Conversi : Elias
- 1999 : Lila Lili de Marie Vermillard : Alain
- 1999 : Trafic d’influence de Dominique Farrugia : Gilles, le garagiste
- 1999 : Mes amis de Michel Hazanavicius : Areski
- 1999 : Peut-être de Cédric Klapisch : Kader

#### Années 2000
- 2000 : Banqueroute d'Antoine Desrosières : Mohamed
- 2000 : Deuxième quinzaine de juillet de Christophe Reichert : Félix
- 2001 : Ligne 208 de Bernard Dumont : Mohammed
- 2001 : Mademoiselle de Philippe Lioret : Karim Coutard
- 2001 : Voyance et Manigance d’Éric Fourniols : Roland Bardet
- 2001 : J'ai tué Clémence Acéra de Jean-Luc Gaget : Jimmy l’épicier
- 2001 : L'Ange de goudron de Denis Chouinard : Ahmed Kasmi
- 2001 : Inch'Allah dimanche de Yamina Benguigui : Ahmed
- 2001 : Imago de Marie Vermillard : homme appartement jeunesse
- 2002 : Coup franc indirect de Youcef Hamidi
- 2002 : La Maîtresse en maillot de bain de Lyèce Boukhitine : Alain, l’employé municipal
- 2002 : Astérix et Obélix : Mission Cléopâtre d’Alain Chabat : Feudartifis
- 2002 : Satin rouge de Raja Amari : Cabaret Patron
- 2002 : L'Auberge espagnole de Cédric Klapisch : Barman
- 2002 : Ma caméra et moi de Christophe Loizillon : Max
- 2002 : Ah ! si j'étais riche de Michel Munz et Gérard Bitton : Benhassine
- 2003 : La Légende de Parva de Jean Cubaud : bandit (voix)
- 2003 : Ni pour ni contre (bien au contraire) de Cédric Klapisch : Mouss
- 2004 : Ne quittez pas ! d’Arthur Joffé : le voisin dans l’hôtel
- 2004 : L'Incruste, fallait pas le laisser entrer ! d’Alexandre Castagnetti et Corentin Julius : Mickey
- 2005 : Les Poupées russes de Cédric Klapisch : M. Boubaker
- 2005 : Le Démon de midi de Marie-Pascale Osterrieth : Samir
- 2005 : Emmenez-moi d’Edmond Bensimon : Boris
- 2005 : Vive la vie d’Yves Fajnberg : Rachid
- 2005 : Olé ! de Florence Quentin : le chauffeur CL500
- 2006 : La Maison du bonheur de Dany Boon : Mouloud Mami
- 2006 : La Nativité de Catherine Hardwicke : le père de la fille
- 2006 : Le Scaphandre et le Papillon de Julian Schnabel : Joubert
- 2006 : Roman de gare de Claude Lelouch : Le commissaire Leroux
- 2007 : 1 journée de Jacob Berger : Haddid
- 2008 : Bienvenue chez les Ch'tis de Dany Boon : Momo
- 2008 : Coluche, l'histoire d'un mec de Antoine de Caunes : François
- 2008 : Paris de Cédric Klapisch : Mourad
- 2008 : JCVD de Mabrouk el Mechri : l’homme au bonnet
- 2009 : Tricheuse de Jean-François Davy : Farid
- 2009 : Divorces de Valérie Guignabodet : Marc

#### Années 2010
- 2010 : Le Nom des gens de Michel Leclerc : Mohamed Benmahmoud
- 2010 : Ces amours-là de Claude Lelouch : l'accordéoniste
- 2011 : Rien à déclarer de Dany Boon : Lucas
- 2011 : Ma part du gâteau de Cédric Klapisch : Ahmed
- 2011 : Opération Casablanca de Laurent Nègre : Hassan
- 2011 : La Proie d'Éric Valette : Lucciani
- 2011 : La Source des femmes de Radu Mihaileanu
- 2012 : Télé Gaucho de Michel Leclerc : Jimmy
- 2012 : Max de Stéphanie Murat : Mario
- 2013 : L'Écume des jours de Michel Gondry : homme usine d'armement
- 2013 : Casse-tête chinois de Cédric Klapisch : M. Boubakeur
- 2014 : Du goudron et des plumes de Pascal Rabaté : Patrick
- 2014 : Meurtre à Pacot de Raoul Peck : Leonetti
- 2014 : Supercondriaque de Dany Boon : un vendeur de journaux (non crédité - coupé au montage)
- 2015 : Je suis à vous tout de suite de Baya Kasmi : Omar
- 2015 : Les Amitiés invisibles de Christoph Hochhäusler : Dan
- 2016 : D'une pierre deux coups de Fejria Deliba : Lyess
- 2016 : Le ciel attendra de Marie-Castille Mention-Schaar : Samir
- 2017 : Chacun sa vie de Claude Lelouch : Zinedine
- 2017 : Épouse-moi mon pote de Tarek Boudali : le père de Yassine
- 2019 : Deux moi de Cédric Klapisch : Michel, le pharmacien

#### Années 2020
- 2021 : Leur Algérie de Lina Soualem : lui-même
- 2022 : En corps de Cédric Klapisch : l'administrateur
- 2022 : Umami de Slony Sow : Mohamad
- 2022 : Citoyen d'honneur de Mohamed Hamidi : Hamid Mezouar
- 2022 : L'Enfant du paradis de Salim Kechiouche : Samy
- 2023 : Divertimento de Marie-Castille Mention-Schaar : le père
- 2023 : Sous le tapis de Camille Japy : Docteur Jiveau
- 2023 : L'air de la mer rend libre de Nadir Moknèche : Mahmoud
- 2024 : Sur un fil de Reda Kateb : Zinedine
- 2024 : Super Papa de Léa Lando : le notaire
- 2024 : 5 septembre (September 5) de Tim Fehlbaum : Jacques Lesgards
- 2025 : La Venue de l'avenir de Cédric Klapisch : Abdel

#### Courts métrages
- 1989 : Ce qui me meut de Cédric Klapisch : non crédité
- 1994 : 3000 Scénarios contre un virus (collection) : Poisson Rouge de Cédric Klapisch : un client
- 1995 : Sept ans et demi de réflexion de Sylvie Flepp : Omar
- 1996 : Le Jour et la Nuit d'Eric Toledano et Olivier Nakache
- 1996 : À cloche pied d'Eric Canda
- 1996 : Hara-Kiri d'Yves Fajnberg
- 1997 : Enquête d’audience de Laurent Pellicer : le gardien de prison
- 1997 : On s’aime, on se donne la main de Zaïda Ghorab-Volta
- 1997 : Chantal ! de Zaïda Ghorab-Volta et Marie Vermillard
- 1997 : Liberté chérie de Jean-Luc Gaget
- 1998 : Le Ramoneur des lilas de Cédric Klapisch : le mari
- 1998 : Histoire naturelle de Karim Boulila
- 1998 : Arrêt demandé d'Emmanuel Bonhomme
- 1998 : Le Jour de Noël de Thierry Jousse
- 1999 : Les Pierres qui tombent du ciel d'Isabelle Ponnet
- 1999 : Euroland de Laurent Paty
- 1999 : La Pomme, la figue et l'amande de Joël Brisse : l’homme
- 1999 : Play d'Iliana Lolic
- 2000 : C’est pas si compliqué de Xavier de Choudens
- 2000 : La Gardienne du B de Joël Brisse : Nabil
- 2000 : Génération Cutter de Mabrouk El Mechri : Farid
- 2000 : Le Pain de Hiam Abbass
- 2002 : Concours de circonstance de Mabrouk El Mechri
- 2002 : Silver moumoute de Christophe Campos : Darshan Kumar
- 2003 : Le Ballon prisonnier de Cyril Gelblat
- 2005 : Mes vœux les plus sincères d'Arnaud Cassan : Pierre
- 2006 : Petites révélations de Marie Vermillard
- 2013 : Samarkande de Christophe Arnould

### Télévision
- 1995 : Le Voyage de Pénélope de Patrick Volson : le vendeur de voitures
- 1996 : Julie Lescaut, épisode 3 saison 5, La Fête des mères de Josée Dayan : homme sandwich
- 1998 : Ivre Mort Pour La Patrie de Vincent Hachet
- 1998 : Ça commence à bien faire! de Patrick Volson : Max
- 2002 : Caméra Café, épisode Jacquot le lourd : Jacquot
- 2003 : La Vie en gros de Didier Bivel : le professeur de français
- 2005 : Vénus et Apollon de Tonie Marshall : Daniel Varela (15 épisodes)
- 2006 : L'État de Grace de Pascal Chaumeil : Jean-Jacques Chrétien (6 épisodes)
- 2007 : Élodie Bradford, épisode Une femme à la mer : Franck Bécker
- 2008 : J'ai pensé à vous tous les jours de Jérôme Foulon : Joseph
- 2009 : Myster Mocky présente, épisode Sauvetage de Jean-Pierre Mocky
- 2010 : Pas si simple de Rachida Krim : Mostepha
- 2010 : Moloch Tropical de Raoul Peck : Jean de Dieu Théogène, le président
- 2011 : La Grève des femmes de Stéphane Kappes : François Blanchet
- 2013 : Manipulations de Laurent Herbiet : Commissaire Brindier
- 2014 - 2016 : Chefs d'Arnaud Malherbe : Karim
- 2015 : Dix pour cent, épisodes Françoise et Line, Julie et Joey et Nathalie et Laura de Cédric Klapisch : Lui-même
- 2021 : Une si longue nuit, mini-série de Jérémy Minui : Radouane Kacem
- 2022 : Vise le cœur, mini-série de Vincent Jamain : Benard
- 2022 : Détox de Marie Jardillier : Philippe
- 2023 : Irrésistible d'Antony Cordier et Laure de Butler : Amine
- 2023 : Heureusement qu'on s'a d'Anne Giafferi : Colinet

### Web
- 2017: Richard Coeur de Lion & la 3ème Croisade - Philippe II Auguste, Saladin de Ugo Bimar : Saladin

## Théâtre
- 1983 : Les Paravents de Jean Genet, mise en scène Patrice Chéreau, Théâtre Nanterre-Amandiers, Nanterre
- 1985 : L'Histoire terrible mais inachevée de Norodom Sihanouk roi du Cambodge, Théâtre du Soleil, Vincennes
- 1988 : L'Indiade ou L'Inde de leurs rêves, Théâtre du Soleil
- 1990 : Les Atrides, Théâtre du Soleil
- 2002 : Une nuit arabe de Roland Schimmelpfennig, mise en scène Frédéric Bélier-Garcia, Théâtre du Rond-Point, Paris
- 2003 - 2004 : La Vie de chantier de Dany Boon, Théâtre du Gymnase Marie Bell, Paris
- 2013 : Boire, fumer et conduire vite de Philippe Lellouche, mise en scène Marion Sarraut, La Grande Comédie, Paris
- 2016 : Hier est un autre jour ! de Sylvain Meyniac et Jean-François Cros, mise en scène Éric Civanyan, Le Palace (Paris)
- 2018 : C'était quand la dernière fois? d'Emmanuel Robert-Espalieu, mise en scène Johanna Boye, Théâtre Tristan Bernard, Paris

## Doublage

### Cinéma

#### Films
- 1999 : À tombeau ouvert : Noel (Marc Anthony)

## Distinctions

### Nominations
- Prix Michel Simon 1997 : meilleur acteur pour Chacun cherche son chat
- Prix Génie 2002 : meilleur acteur pour L'Ange de goudron
- Prix Jutra 2002 : meilleur acteur pour L'Ange de goudron